# Alejo Pérez
 (février 2025).
Si vous disposez d'ouvrages ou d'articles de référence ou si vous connaissez des sites web de qualité traitant du thème abordé ici, merci de compléter l'article en donnant les références utiles à sa vérifiabilité et en les liant à la section « Notes et références ».
Alejo Pérez, né le 3 mai 1974 à Buenos Aires est un chef d'orchestre argentin.

## Biographie
Alejo Pérez a étudié avec Péter Eötvös, Michael Gielen et a été l'assistant de Christoph von Dohnányi à l'orchestre symphonique de la NDR de 2005 à 2007.
De 2009 à 2012, Alejo Pérez a été directeur musical du Teatro Argentino de La Plata (es) de La Plata, où il a dirigé des opéras classiques et modernes.
En 2015, il fait ses débuts au Festival de Salzbourg avec Werther de Massenet et à La Monnaie de Bruxelles avec une nouvelle production de Powder Her Face de Thomas Adès. L'année suivante, il retourne à Salzbourg pour présenter Faust de Gounod.
En musique symphonique, il a promu l'œuvre de son compatriote Antonio Tauriello et a dirigé la « symphonie des Mille » de Mahler au Luna Park de Buenos Aires en 2010.
Il est directeur musical de l'Opéra flamand depuis 2019.
Il reçoit en 2019 un prix de la Fondation Konex.

## Discographie
- Waka, de John Palmer, Sargasso, 2006
- Les Ballets Russes, Vol. 8 (Schéhérazade de Rimski-Korsakov avec l'orchestre symphonique de la SWR), Hänssler Classics, 2012
- Donaueschinger Musiktage 2016 (Twist de Franck Bedrossian avec l'orchestre symphonique de la SWR), NEOS Music, 2017
- (Vidéo) Faust de Gounod, avec l'Orchestre philharmonique de Vienne, EuroArts, 2017
- (Vidéo) Death in Venice de Britten, au Théâtre royal de Madrid, Naxos, 2018
- (Vidéo) La Cenerentola de Rossini, au Teatro dell'Opera di Roma, C Major, 2019
- (Vidéo) L'Ange de feu de Prokofiev, au Teatro dell'Opera di Roma, Naxos, 2021